# Knut Wielki
Knut Wielki, także Kanut Wielki, Knud Wielki (ur. ok. 996/997, zm. 12 listopada 1035 w Shaftesbury) – król Anglii w latach 1016–1035, Danii w latach 1018–1035 i Norwegii w latach 1028–1035, a także zarządca Szlezwiku. Jeden z władców talassokratycznej unii personalnej, znanej jako Imperium Morza Północnego.

## U boku ojca
Był młodszym synem Swena Widłobrodego, króla Danii, Norwegii i Anglii. Jego matką była Sygryda Storråda (w historiografii brytyjskiej występuje pod imieniem Gunhilda), córka Mieszka I i  Dobrawy. Miał starszego brata, Haralda, i kilka sióstr. Urodził się w 996 lub 997. Niewiele wiadomo o jego wczesnych latach. Niektórzy uważają, że już w 1004 towarzyszył swojemu ojcu podczas wyprawy na Norwich. Z tego względu datę urodzin Knuta przesuwa się na ok. 990 lub nawet ok. 980. Pierwszą pewną informacją z jego życia jest udział w ojcowskiej wyprawie na Anglię w sierpniu 1013, która rozpoczęła duński podbój ziem anglosaskich i uczyniła Widłobrodego królem Anglii.
Knut nie uczestniczył w głównych działaniach wojennych. Dowodził wojskami pozostawionymi na zapleczu głównych sił w Gainsborough. Po nagłej śmierci ojca (3 lutego 1014) został okrzyknięty przez duńską armię i flotę królem Danii. Nie udało mu się jednak uzyskać korony, którą zdobył jego starszy brat, Harald II. Został również okrzyknięty królem Anglii, ale earlowie anglosascy woleli oddać koronę Ethelredowi II, który uciekł do Normandii przed armią Swena Widłobrodego. Ethelred zebrał armię i zmusił Knuta do opuszczenia Anglii z resztą swoich wojsk. Knut udał się do Danii, gdzie zaproponował swojemu bratu współrządy w Królestwie. Harald w odpowiedzi zaproponował Knutowi pomoc w podboju Anglii, w zamian za zrzeczenie się przez Knuta praw do tronu Danii.

## Podbój Anglii
Knut nie przyjął propozycji brata i w 1015 ponownie ruszył podbijać Anglię. Prowadził ze sobą armię w liczbie ok. 10 000 żołnierzy. Wsparł go jego szwagier, norweski jarl Eryk z Lade, oraz słynny najemnik Thorkell Wysoki. Posiłki miał również przysłać wuj Knuta, książę Bolesław I Chrobry. U wybrzeży Anglii do floty inwazyjnej przyłączył się anglosaski zdrajca, earl Eadryk Streona (równocześnie zięć Ethelreda II), z 40 okrętami. Najeźdźcy wylądowali na wybrzeżu hrabstwa Essex. Hrabstwo zostało błyskawicznie opanowane. Następnie ruszono na Nortumbrię, którą rychło zajęto. Tamtejszy earldorman, Uhtred, został ścięty na rozkaz Knuta za złamanie przysięgi złożonej Swenowi Widłobrodemu.
W kwietniu 1016, gdy Knut zyskiwał poparcie na terenach dawnego Danelaw, duńska flota skierowała się na Tamizę i zaatakowała Londyn. 23 kwietnia zmarł nagle Ethelred II i nowym królem okrzyknięto jego syna, Edmunda Żelaznobokiego. Oblężenie Londynu zajęło wikingom kilka miesięcy. Latem 1016 Edmund wydostał się z Londynu i udał się na prowincję w celu zebrania armii. Ponieważ oblężenie Londynu nie przynosiło rezultatów, Knut ruszył ze swoją armią do Mercji i na Wessex, z zamiarem zmuszenia Edmunda do bitwy. Tymczasem Eadryk Streona ponownie zmienił front, doszedł do porozumienia z Edmundem, i zaatakował duńską armię w Kencie. Knut zebrał całą swoją armię w Esseksie i zmusił w końcu Edmunda do stoczenia bitwy w okolicach Ashingdon.
18 października armia anglosaska poniosła klęskę (w głównej mierze spowodowaną przez Streonę, który ponownie w trakcie bitwy przeszedł na stronę Duńczyków). Ranny Edmund wycofał się na pogranicze walijskie, ale w końcu musiał zacząć pertraktować z Knutem z pozycji przegranego. Uzyskał jednak całkiem znośne warunki. Anglia została podzielona na dwie części – ziemiami na północ od Tamizy miał władać Knut, ziemie położone na południe od rzeki pozostały w ręku Edmunda. Obydwaj władcy zaprzysięgli, że w razie śmierci jednego z nich drugi przejmie jego terytoria. Nastąpiło to niecały miesiąc później. Edmund zmarł 30 listopada, prawdopodobnie zamordowany na rozkaz Knuta przez jednego z ludzi Streony. Duński władca przejął jego ziemie i w styczniu 1017 został uznany królem przez całą Anglię.
Aby usunąć groźbę powrotu starej dynastii i zabezpieczyć się od ataku ze strony księstwa Normandii, gdzie przebywali młodsi bracia Edmunda II, Edward i Alfred, Kanut poślubił wdowę po Ethelredzie, Emmę, córkę Ryszarda I Nieustraszonego, księcia Normandii. Syn z tego małżeństwa, Hardekanut, został ogłoszony dziedzicem ojca i odesłany do Danii, by wychował się tam jako przyszły król tego państwa. Kanut odciął się również od morderstwa Edmunda II. Niedługo po swojej koronacji rozkazał ściąć Eadryka Streonę. Dokonał tego nowy earl Nortumbrii, Eryk z Lade.

## Panowanie na Wyspach
Jako król Anglii Kanut utworzył administrację państwową składającą się zarówno z Duńczyków, jak i Anglosasów. W 1017 podzielił kraj na cztery hrabstwa – Wessex, Mercję, Nortumbrię i Anglię Wschodnią. Ustalił w ten sposób system podziału terytorialnego państwa, który stał się podstawą późniejszych podziałów administracyjnych. W 1018 pobrano ostatni podatek danegeld w wysokości 82 500 funtów złota i srebra. Kanut odesłał również do Danii większość armii, pozostawiając ze sobą flotę i straż przyboczną. Utrzymano tradycyjne anglosaskie prawa i zwyczaje. Kanut zreformował system monetarny, wprowadzając monety o wartości zbliżonej do monet używanych w Danii i Norwegii. Nastąpił również rozwój handlu po wielu latach zastoju.
Panowanie Kanuta w Anglii to okres 20-letniego spokoju wewnętrznego. Po stłumieniu ostatnich buntów Kanut rządził pokojowo. Nastąpił rozwój wewnętrzny. Król utrzymywał znakomite stosunki z Kościołem, dzięki czemu doczekał się pochlebnych opinii w średniowiecznej historiografii. Przywrócono prawa z okresu panowania króla Edgara, ale Kanut wprowadził tam pewne kosmetyczne innowacje.
Z okresu rządów Kanuta w Anglii pochodzi popularna legenda o tym, jak król rozmawiał z morzem, rozkazując falom cofnąć się. Robił to, by udowodnić swoim dworzanom, że nawet władza królewska ma granicę (morze, oczywiście, nie posłuchało rozkazów króla). Na koniec tej „rozmowy” król zszedł z tronu, uklęknął i ogłosił, że nie ma prawdziwego króla oprócz Jezusa.

## Król Danii
Jak już zostało wspomniane w poprzednich paragrafach, po śmierci Swena Widłobrodego w 1014 r. królem Danii został starszy brat Kanuta, Harald II, który odrzucił Kanutową propozycję współrządów w Danii. Harald pozostał więc jedynowładcą. Prawdopodobnie towarzyszył on Kanutowi w podboju Anglii i brał udział w oblężeniu Londynu w 1016 r. Dwa lata później powrócił do Danii z większością armii inwazyjnej. W tym samym roku zmarł nie pozostawiając potomstwa. Królem Danii został więc Kanut, który przybył objąć tron wiosną 1019 r.
Przejęcie władzy nie obyło się bez problemów. Zdaje się, że w Danii istniała opozycja przeciwko Kanutowi, która wezwała na pomoc słowiańskich Wendów. Dopiero odparcie ich najazdu umocniło władzę Kanuta nad Danią. Kiedy w 1020 r. odpływał z powrotem do Anglii, jego władza była już ustabilizowana. W jego zastępstwie rządy w Danii miał sprawować jarl Ulf, który był mężem siostry Kanuta, Estrydy (był on również ojcem późniejszego króla Danii Swena II).
Nieobecność Kanuta próbowali wykorzystać królowie Szwecji i Norwegii – Anund Jakub i Olaf II Święty, którzy zaatakowali Danię. Ulf w odpowiedzi doprowadził do uznania królem małego Hardekanuta. Tym samym, jako opiekun małego królewicza, został faktycznym władcą Danii. Kanut dowiedział się wydarzeniach w swoim królestwie i w 1026 r. powrócił z Anglii. Razem z Ulfem pokonał szwedzko-norweską koalicję w morskiej bitwie pod Helgeå. Sukces ten nie oznaczał pogodzenia się Kanuta z Ulfem. Król nie wybaczył szwagrowi jego zamachu stanu.
24 grudnia 1026 r. król wydał bankiet z okazji wigilii Bożego Narodzenia w Roskilde. Kanut i Ulf zaczęli następnie grać w szachy. Później pokłócili się i każdy z nich odszedł w swoją stronę. Następnego dnia jeden z członków straży przybocznej króla zamordował Ulfa w kościele św. Trójcy, najpewniej za wiedzą i z błogosławieństwem Kanuta.

## Imperium skandynawskie

Imperium Morza Północnego około roku 1028.

Earl Eiríkr Hákonarson zarządzał Norwegią podczas rządów ojca Kanuta, Swena Widłobrodego. Towarzyszył mu również podczas inwazji na Anglię w latach 1015–1016. Po podboju został earlem Nortumbrii. Zarząd nad Norwegią spoczął w 1015 r. w rękach jego brata Sveinna Hákonarsona. Wykorzystali to Norwegowie, którzy w 1015 r. podnieśli bunt i pokonali Sveinna w bitwie pod Nesjar. Syn Eirikra, Haakon, uciekł z Norwegii. Norwegowie na króla powołali Olafa II, potomka króla Haralda Pięknowłosego. Duńczycy utracili kontrolę nad Norwegią.
Przeciwko Knutowi stanął również jego niedawny sojusznik, Thorkell Wysoki, a wraz z nim wikingowie z osady Jomsborg, położonej prawdopodobnie na południowym wybrzeżu Morza Bałtyckiego, tożsamej najprawdopodobniej z Wolinem. Ostatnim sojusznikiem Knuta w Skandynawii pozostał król Szwecji Olof Skötkonung. Ten jednak zmarł w 1022 r., a jego następca, Anund Jakub, sprzymierzył się z królem Olafem II i w 1026 r. zaatakował Danię.
Zwycięstwo morskie Knuta w 1026 r. oznaczało przejście Danii do ofensywy. Było również oznaką umocnienia pozycji Danii w Skandynawii. Była ona na tyle silna, że Kanut mógł bez obaw wyruszyć na pielgrzymkę do Rzymu. Po powrocie podjął decyzję o definitywnym podboju Skandynawii. W 1028 r. z flotą 50 okrętów zaatakował Norwegię i zdobył Trondheim. Obietnicami łaski i nagród zjednał sobie norweskich możnych, którzy masowo opuszczali Olafa. Norweskiego króla zdradziła nawet straż przyboczna. Olaf uciekł, ale w 1030 r. podjął próbę odzyskania tronu Norwegii. Poniósł jednak klęskę pod Stiklestad i zginął z ręki swoich własnych żołnierzy. W międzyczasie Knut podbił również część Szwecji, a konkretnie Sigtunę.
Zarząd nad Norwegią Knut powierzył swojemu młodszemu synowi ze związku z Elgifu z Northampton, Swenowi, który rządził Norwegią do 1035 r., kiedy po śmierci Knuta kolejna rebelia przywróciła tron norweski rodzimej dynastii w osobie Magnusa Dobrego.

## Polityka zagraniczna
Kanut utrzymywał przyjazne stosunki ze Świętym Cesarstwem Rzymskim. Swoją córkę wydał za księcia Henryka Bawarskiego, syna króla Konrada II. Dzięki dobrym stosunkom z Konradem Kanut uzyskał od niego nadanie przygranicznej marchii Szlezwiku. Kanut roztoczył również swoją władzę nad Pomorzem. Utrzymywał również poprawne stosunki z polskim władcą Bolesławem I Chrobrym. Niektóre źródła wspominają o pomocy udzielonej Knutowi przez Bolesława podczas duńskiego podboju Anglii.

## Stosunki z Kościołem
Trudno określić, czy oddanie Knuta Kościołowi pochodziło z głębokiej wiary czy z politycznego wyrachowania. Mimo iż Kanut był ochrzczony (pod imieniem Lambert), większość jego poddanych była poganami, stąd też król przychylnym okiem patrzył na dawne kulty. Jego początkowe działania jako króla Anglii też nie sprzyjały nawiązaniu ściślejszych relacji z Kościołem. Chodzi tu o egzekucje earlów, jakie miały miejsce w 1016 r., czy też otwarty pozamałżeński związek z Elgifu z Northampton.
W następnych latach Knut robił wiele aby przekonać do siebie Kościół. Odbudowywał zniszczone klasztory i świątynie, a także fundował nowe. Patronował reformom życia zakonnego w duchu reformy kluniackiej, co uczyniło go popularnym zarówno w kręgach duchowieństwa zakonnego, jak i świeckiego. Odznaczał się również wielką hojnością na rzecz Kościoła. W 1027 r. wybrał się z pielgrzymką do Rzymu. Trwają spory, czy ta pielgrzymka była wyrazem żalu Knuta za grzechy, czy też chodziło o wsparcie swojego sojusznika, króla Konrada, który właśnie koronował się w Rzymie. Podczas pielgrzymki Knut zawarł porozumienia z papieżem Janem XIX i uzyskał zmniejszenie świętopietrza płaconego z Anglii. Uzyskał również przyrzeczenie, że od angielskich pielgrzymów nie będą pobierane żadne dodatkowe opłaty, a ich droga do Rzymu będzie dobrze chroniona.
Istnieje podanie, które mówi, że Kanut pewnego dnia udał się wraz ze swoim dworem na brzeg Morza Północnego. Stanął na brzegu plaży, uniósł dłonie i rozkazał wodom, by te uspokoiły się i nie zalewały jego stóp. Wówczas, kiedy dworzanie pomyśleli, że ich władca postradał zmysły, Kanut odparł: "Niechaj cały świat się dowie, że siła królów jest daremna i bezwartościowa i że żaden król nie zasługuje na to miano prócz Niego [Jezusa Chrystusa], przez którego niebiosa, ziemia i morze są posłuszne wiecznym prawom".

## Rodzina
Pierwszą żoną Knuta, poślubioną jednak tylko według tzw. prawa duńskiego, a więc nieuznawanego przez Kościół, była Elgifu z Northampton, córka Elfhelma, earldormana Yorku, i Wulfrun. Elgifu i Kanut mieli dwóch synów:
- Harold I Zajęcza Stopa (ok. 1015 – 17 marca 1040), król Anglii
- Swen Knutsson (1014 – 1035), w imieniu ojca rządził Norwegią w latach ok. 1030–1035

2 lipca 1017 r. poślubił Emmę (ok. 987 – 14 marca 1052 r.), córkę Ryszarda I Nieustraszonego, księcia Normandii, i Gunnory Duńskiej. Kanut i Emma mieli syna i córkę:
- Hardekanut (1018 – 8 czerwca 1042), król Danii i Anglii
- Gunhilda lub Kunegunda (ok. 1020 – 18 lipca 1038), pierwsza żona Henryka Bawarskiego, późniejszego cesarza Henryka III

## Śmierć i sukcesja
Knut zmarł 12 listopada w 1035 r. w Shaftesbury w hrabstwie Dorset i został pochowany w Old Minster w Winchesterze. Po zbudowaniu nowej katedry do niej też przeniesiono szczątki Knuta. Podczas angielskiej wojny domowej w XVII w. kości Knuta zostały wyrzucone z grobu i przemieszane z kośćmi innych władców Anglii. Jego następcą na tronie Danii został Hardekanut. Anglię czekały dwa lata walki o władzę, z których zwycięsko wyszedł w 1037 Harold Zajęcza Stopa.

## Knut w kulturze
Kanut pojawia się w mandze Vinland Saga i jej adaptacji pod imieniem (クヌート Kunūto).
Kanut Wielki znajduje również swoje odzwierciedlenie w serialu Wikingowie: Walhalla.